# Sułtanat Ngazidja
Sułtanat Ngazidja – historyczne państwo, zwane także Sułtanatem Wielkiego Komoru. Obejmowało swoim zasięgiem całą wyspę Wielki Komor, na terenie dzisiejszego Związku Komorów.

## Historia
Sułtanat powstał w wyniku zjednoczenia Ngazidji przez sułtana Bambao w 1886 roku. Pomimo ogłoszenia przez Saida Ali bin Said Omara roszczeń do całości wyspy, lokalni sułtanowie zachowali swoje tytuły. 
W tym samym roku, w czerwcu, sułtan zgodził się na objęcie wyspy francuskim zwierzchnictwem. Tym samym sułtanat wszedł w skład Protektoratu Komorów i bił własne monety. W latach 90. XIX wieku władze kolonialne ograniczały uprawnienia sułtanatów, a je same rozwiązywały, zaś Said Ali bin Said Omar został zesłany na Reunion. W 1908 władzę nad wyspą ostatecznie przekazano z rąk miejscowych do administracji Madagaskaru.